# Titouan Castryck
Titouan Castryck (n. 28 august 2004, Saint-Malo, Saint-Malo Agglomération⁠(d), Franța) este un canoist ce a reprezentat Franța, medaliat olimpic. A participat la o ediție a Jocurilor Olimpice (2024) în care a câștigat o medalie de argint.